# Île Tortuga
Pour les articles homonymes, voir Tortuga.
L'île Tortuga, en espagnol Isla Tortuga, en anglais Tortuga Island, est une île inhabitée d'Équateur située dans l'archipel des Galápagos à environ neuf kilomètres au sud-est d'Isabela et de la petite ville de Puerto Villamil.